# حلف الفيشغراد
حلف الفيشغراد تعرف أيضًا بـ (Visegrád Group) (مجموعة فيشغراد) أو (Visegrad four) واختصارا تعرف بمجموعة (V4) وتتكون من دول هنغاريا وبولندا وسلوفاكيا والتشيك وهو تحالف سياسي وعسكري وثقافي بين الدول الأربعة الأعضاء، وتعد التكتل السياسي والعسكري والاجتماعي والثقافي لدول أوروبا الوسطى، خاصة أن تلك الدول تحظى بثقافات شبه متقاربة.

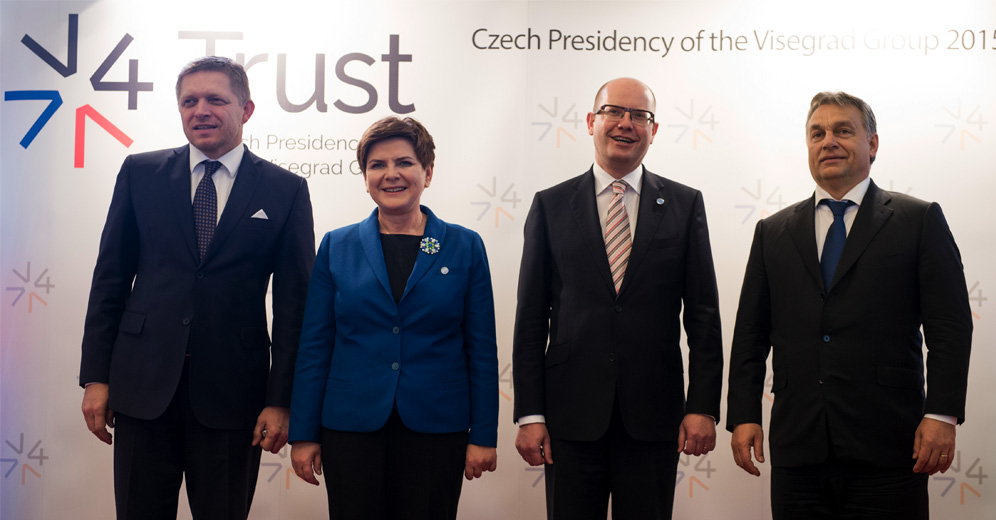
قادة دول التحالف في 2015

## الدول الأعضاء
- المجر
- بولندا
- جمهورية التشيك
- سلوفاكيا

## التأسيس (1991)
أطلق اسم التجمع على اسم مدينة «فيشغراد» الواقعة في شمال العاصمة المجرية بوادبست، على الضفة اليمنى من نهر الدانوب، تلك التي اجتمع فيها زعماء التحالف للمرة الأولى في 15 فبراير 1991م.

## التحالف الآن
بعد نحو 13 عامًا من تأسيس الحلف انضم كل أعضائه إلى الاتحاد الأوروبى وتحديدا في يوم الأول من إبريل بالعام 2004م، ليصبح واحدا من أقوى التحالفات الثقافية والاقتصادية والعسكرية والسياسية في أوروبا، ترأس هنغاريا التحالف حالياً.

## تاريخ
في 12 مايو 2011، قال وزير الدفاع البولندي بوغدان كليش أن بولندا سوف تقود مجموعة جديدة من مجموعات الاتحاد الأوروبي التابعة لمجموعة Visegrád. وقد تم اتخاذ القرار في اجتماع وزراء الدفاع V4 في مدينة ليفوزا بسلوفاكيا، وأصبحت مجموعة القتال جاهزة للعمل وتم وضعها على أهبة الاستعداد في النصف الأول من عام 2016. واتفق الوزراء أيضًا على ضرورة أن تجري الجيوش الV4 تدريبات منتظمة تحت رعاية قوة الرد التابعة لمنظمة حلف شمال الأطلسي، مع أول ممارسة من هذا القبيل ستعقد في بولندا في عام 2013. تضمنت مجموعة المعارك أعضاء V4 وأوكرانيا.
لكي تصبح نجاحًا استراتيجيًا، يجب اختبار تجربة مجموعة القتال لفتح الباب أمام المزيد من أشكال التعاون الدائم في المنطقة.
- تقرير (معهد سياسات أوروبا الوسطى)
في 14 مارس 2014، تم توقيع اتفاقية حول هيئة عسكرية مشتركة داخل الاتحاد الأوروبي، وذلك استجابة للتدخل العسكري الروسي لعام 2014 في أوكرانيا. تتضمن الصفقة تدريبات عسكرية مشتركة، وتنسيق مشتريات دفاعية وتنمية دفاعية مشتركة لبلدان أوروبا الوسطى الأربعة. في إعلان براتيسلافا في 9 ديسمبر 2014، ذكر V4 أنه، في ضوء «الإجراءات العدوانية الروسية ضد أوكرانيا، ستقوم بلدان V4 بتنسيق مواقفها الوطنية لتعظيم الجهود لدعم أوكرانيا»، مما يؤكد مشاركة مجموعة فيشغراد في أوكرانيا في النصف الأول من عام 2016. بناء على اقتراح بولندي، وافق V4 «على تشكيل مجموعة القتال التابعة للدول الأربع الأعضاء ومجموعة أخرى في الفصل الثاني من عام 2019». تفكر V4 في الاحتفاظ بـ مجموعة القتال كوحدة دائمة بعد عام 2016، مما سيشكل سابقة. تعتبر مجموعة القتال «الرائد» من المستقبل المكثف «التخطيط الدفاعي النظامي والمنهجي، والتدريبات، وربما حتى المشتريات والصيانة» بين V4.